# Théâtre d'Éphèse
Le théâtre d'Éphèse, construit par les Grecs au IIIe siècle av. J.-C., puis fortement romanisé à partir de 40 apr. J.-C. et agrandi sous le règne de Néron, est le monument le mieux conservé du site archéologique d'Éphèse et le plus grand bâtiment de ce type en Asie Mineure,.
Ses ruines font partie du site archéologique d'Éphèse, classé au patrimoine mondial.

## Histoire

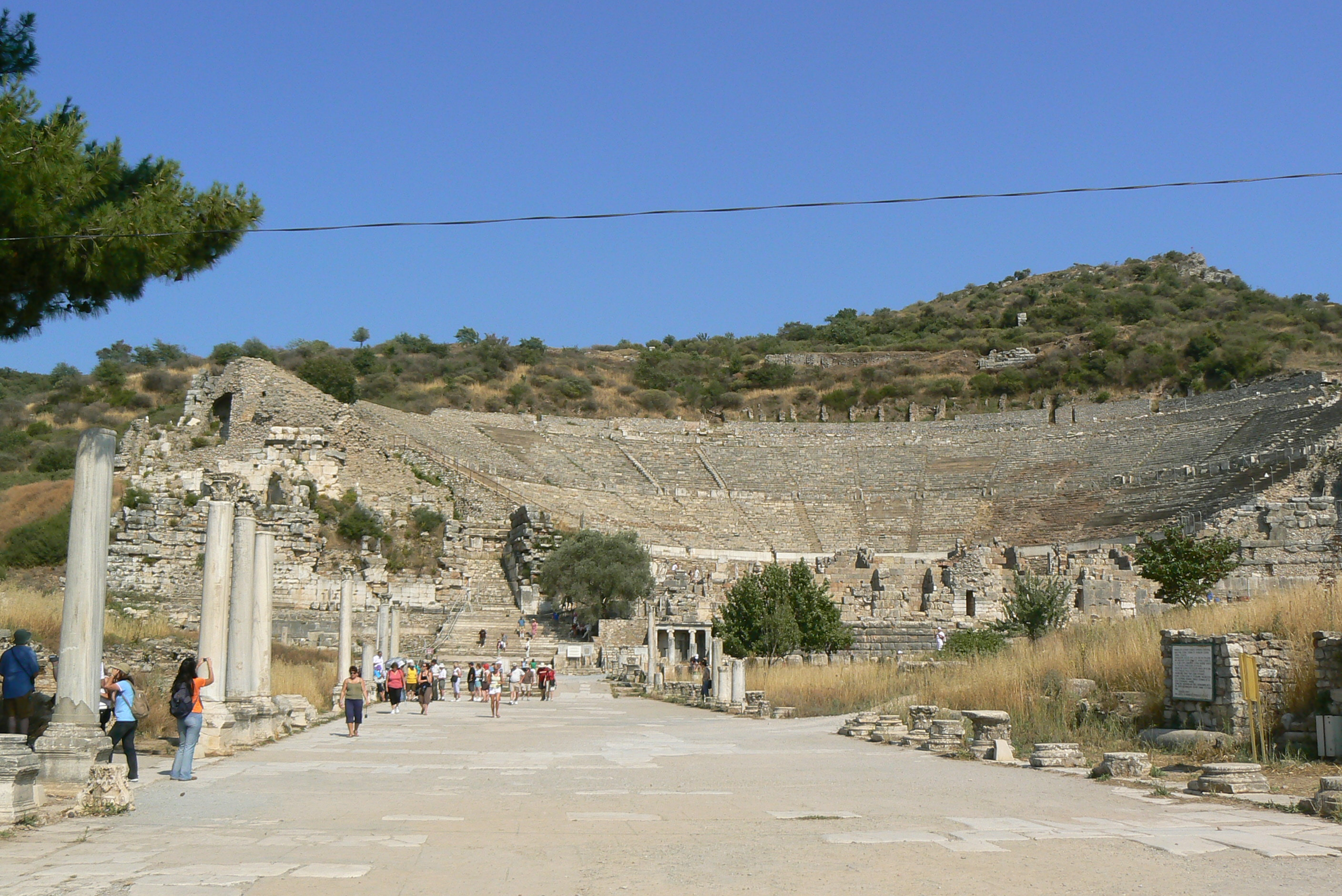
Le théâtre vu de la voie Arcadiane.

Le théâtre a été creusé dans le versant ouest du mont Prion, face à la voie Arcadienne qui reliait le port au centre-ville. Les Grecs construisirent le premier théâtre sur le site vers 250 av. J.-C. Puis, pendant la domination romaine, vers 40 apr. J.-C., le théâtre fut rénové et sa capacité fut augmentée à 25 000 spectateurs. Sous le règne de l'empereur Néron (54-68), un étage supplémentaire fut construit, encore agrandi d'un tiers au milieu du IIe siècle.
Environ cent ans plus tard, vers 140-144, les premières rangées de sièges furent démolies pour augmenter la surface de la scène. Au IIIe siècle fut ajouté un mur de scène à trois étages, décoré de reliefs, de colonnes, de niches, de fenêtres et de statues. De là, cinq portes s'ouvraient sur la scène, celle du milieu plus large que les autres. La cavea était divisée en trois sections de 66 rangées par deux allées (diazomata) horizontales. La hauteur du théâtre est de 18 mètres. En plus de représentations théâtrales au sens traditionnel, le théâtre était le lieu d'événements sociaux, religieux et politiques, et même de combats de gladiateurs.
Au IIe siècle, les spectateurs étaient protégés des intempéries par un velum. Les tremblements de terre dévastateurs entre 359 et 366 ont causé des dégâts considérables au bâtiment, notamment à l'aile supérieure. À l'époque de l'empereur byzantin Flavius Arcadius (395-408), des rénovations furent effectuées dans le théâtre, mais la partie supérieure ne fut pas restaurée : le proconsul Messalinus fut chargé des travaux de restauration. Au VIIIe siècle, le bâtiment devint partie intégrante du système de défense d'Éphèse.

## Archéologie
Les premières fouilles archéologiques ont commencé sur le site avant la Première Guerre mondiale. Dans les années 1970 et 1980, les voûtes ont été fouillées et restaurées. Les travaux de rénovation ont repris au début du XXIe siècle.

## Concerts et spectacles modernes
Des concerts sont organisés au théâtre. Entre autres, Elton John, Sting et Diana Ross s'y sont produits.